# Reinhold Schmidt

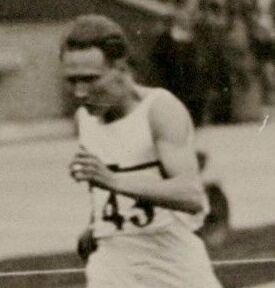
Reinhold Schmidt (1928)

Reinhold Schmidt (* 17. August 1902 in Schöneberg; † 16. August 1974 in Dannenberg) war ein deutscher Sprinter, der sich auf den 400-Meter-Lauf spezialisiert hatte.
Bei den Olympischen Spielen 1928 erreichte er das Viertelfinale.
1925 wurde er mit seiner persönlichen Bestzeit von 49,0 s Deutscher Meister über 400 m und 1928 mit dem SC Teutonia 99 Berlin Deutscher Meister in der 4-mal-400-Meter-Staffel.